# Georgina Carreras
Georgina 'Gio' Carreras Caner (Bagur, 9 de junio de 1989) es una futbolista española que juega como centrocampista.

## Trayectoria
Carreras empezó a jugar a fútbol en Begur y después fichó por el Girona FC. A los 15 años ficha por el RCD Espanyol, con el que logra debutar en primera división. Luego regresa a la UE L'Estartit, hasta que a los 19 años ficha por el Atlético de Madrid, vuelve al Estartit y después al Sant Gabriel, donde sería capitana. En 2013 ficha por el Valencia CF fem, equipo que abandona en 2020 para fichar por el PSV Eindhoven, club con el que ha decidido poner fin a su carrera deportiva, tal y como ella misma anunció de forma oficial, en 2022.
Fue internacional con la Selección femenina de fútbol sub-19 de España (2008).

## Estadísticas[6]
| Equipo             | País         | Temporada | Partidos | Goles |
| ------------------ | ------------ | --------- | -------- | ----- |
| Espanyol           | España       | 2004-2005 | 0        | 0     |
| UE L'Estartit      | España       | 2005-2011 | 15       | 1     |
| Atlético de Madrid | España       | 2008-2009 | 0        | 0     |
| CE Sant Gabriel    | España       | 2011-2013 | 0        | 0     |
| Valencia           | España       | 2013-2020 | 64       | 0     |
| PSV femenino       | Países Bajos | 2020-2022 | 28       | 0     |
| Totales            | Totales      | Totales   | 107      | 1     |

## Vida personal
Carreras tiene una relación con la futbolista holandesa Mandy van den Berg.